# Đại cử tri bất tín

Luật về đại cư tri bất tín theo tiểu bang
Phiếu bất tín không hiệu lực, chịu hình phạt
Phiếu bất tín không hiệu lực
Phiếu bất tín có hiệu lực, chịu hình phạt
Phiếu bất tín có hiệu lực
Không có luật

Trong các cuộc bầu cử tổng thống Hoa Kỳ, một đại cử tri bất tín (còn gọi là phản bội) là thành viên của Đại cử tri đoàn Hoa Kỳ, mà không bỏ phiếu cho ứng cử viên tổng thống hoặc phó tổng thống mà họ đã cam kết bỏ phiếu. Điều này có nghĩa là họ phá vỡ niềm tin với ứng cử viên mà họ đã cam kết và bỏ phiếu cho một ứng cử viên khác, hoặc không bỏ phiếu. Một cử tri đã cam kết chỉ được coi là một cử tri bất tín khi vi phạm lời cam kết của họ; những Đại cử tri không có cam kết thì không.
Các đại cử tri thường được một đảng chính trị hoặc ứng cử viên tổng thống của đảng chọn và đề cử: họ thường là những đảng viên nổi tiếng về lòng trung thành cao đối với đảng và với ứng cử viên được chọn. Do đó, một cử tri bất tín có nguy cơ bị đảng của họ chỉ trích và trả đũa chính trị, cũng như các hình phạt pháp lý tiềm ẩn ở một số bang. Các ứng cử viên cho đại cử tri được các đảng phái chính trị của tiểu bang đề cử trong những tháng trước Ngày bầu cử. Ở một số bang, chẳng hạn như Indiana, các đại cử tri được đề cử trong các cuộc bầu cử sơ bộ, giống như cách các ứng cử viên khác được đề cử. Ở các bang khác, chẳng hạn như Oklahoma, Virginia và North Carolina, đại cử tri được đề cử trong các đại hội đảng. Ở Pennsylvania, ủy ban vận động của mỗi ứng cử viên nêu tên các ứng cử viên của họ cho đại cử tri (một nỗ lực để làm nản lòng những cử tri bất tín). Ở một số bang, các quan chức cấp cao và/hoặc nổi tiếng của bang cho đến và bao gồm các thống đốc thường làm đại cử tri bất cứ khi nào có thể (Hiến pháp cấm các quan chức liên bang làm đại cử tri, nhưng không hạn chế các quan chức bang làm như vậy). Các đảng nói chung đã thành công trong việc giữ lòng trung thành của các cử tri của họ, loại trừ những trường hợp hiếm hoi trong đó một ứng cử viên chết trước khi đại cử tri có thể bỏ phiếu.
Tính đến 2016, đã có tổng cộng 165  trường hợp bất tín, 63 trong số đó xảy ra vào năm 1872 khi Horace Greeley chết sau ngày bầu cử nhưng trước khi cử tri đoàn họp. Gần như tất cả đại cử tri đã bỏ phiếu cho các ứng cử viên của bên thứ ba hoặc những người không phải là ứng cử viên, trái ngược với việc chuyển sự ủng hộ của họ sang một ứng cử viên đối lập chính. Trong cuộc bầu cử năm 1836, toàn bộ phái đoàn bầu cử gồm 23 người của Virginia đã bỏ phiếu trắng  không bỏ phiếu cho ứng cử viên chiến thắng của đảng Dân chủ Richard M. Johnson. Việc Virginia mất đi sự ủng hộ đã khiến Johnson rơi vào một cuộc bầu cử đại cử tri thiếu đa số, khiến cuộc bầu cử phó tổng thống lần đầu tiên trong lịch sử Hoa Kỳ bị chuyển sang cho Thượng viện Hoa Kỳ. Bản thân cuộc bầu cử tổng thống không có gì phải bàn cãi vì các đại cử tri của Virginia đã bầu cho ứng cử viên tổng thống đảng Dân chủ Martin Van Buren như đã cam kết. Thượng viện Hoa Kỳ cuối cùng đã bầu Johnson làm phó tổng thống sau một cuộc bỏ phiếu theo đường lối của đảng.
Hiến pháp Hoa Kỳ không chỉ rõ khái niệm cam kết; không có luật liên bang hoặc quy chế hiến pháp nào ràng buộc phiếu bầu của đại cử tri với bất kỳ điều gì. Tất cả các luật cam kết bắt nguồn từ cấp tiểu bang; Tối cao Pháp viện Hoa Kỳ duy trì các luật tiểu bang này trong phán quyết năm 1952 Ray v. Blair. Năm 2020, Tối cao Pháp viện cũng ra phán quyết trong vụ Chiafalo kiện Washington rằng các bang được tự do thi hành luật ràng buộc các đại cử tri bỏ phiếu cho người chiến thắng trong cuộc bỏ phiếu phổ thông ở bang của họ.

## Luật đại cử tri bất tín
Tính đến  năm 2020, 33 tiểu bang với District of Columbia có luật chống lại những cử tri bất tín, mặc dù luật ở một nửa các khu vực tài phán này không có cơ chế thực thi. Washington đã trở thành tiểu bang đầu tiên trừng phạt những cử tri bất tín sau kỳ bầu cử năm 2016 sau khi bang này có 4 cử tri bất tín.Thay vì trừng phạt một cử tri bất tín, một số tiểu bang như Colorado, Michigan, và Minnesota chỉ định lá phiếu của đại cử tri bất tín bị bỏ qua. Colorado là bang đầu tiên vô hiệu hóa cuộc bỏ phiếu bất tín nhiệm của một cử tri trong cuộc bỏ phiếu cử tri đoàn năm 2016. Minnesota cũng viện dẫn luật này lần đầu tiên vào năm 2016 khi một cử tri cam kết bầu cho Hillary Clinton lại bầu cho Bernie Sanders. Cho đến năm 2008, các đại cử tri của Minnesota đã bỏ phiếu kín. Mặc dù kết quả kiểm phiếu cuối cùng sẽ tiết lộ sự xuất hiện của các cuộc bỏ phiếu bất tín (trừ trường hợp không chắc chắn có hai hoặc nhiều thay đổi bị hủy bỏ), nhưng không thể xác định (những) cử tri nào là bất tín. Sau khi một đại cử tri vô danh bất tín vào năm 2004, Minnesota đã sửa đổi luật của mình để yêu cầu công khai các phiếu bầu của đại cử tri và làm mất hiệu lực của bất kỳ cuộc bỏ phiếu nào đối với người khác không phải là ứng cử viên mà đại cử tri đã cam kết.